# Dalechampia bidentata
Dalechampia bidentata là một loài thực vật có hoa trong họ Đại kích. Loài này được Blume mô tả khoa học đầu tiên năm 1826.